# Punto triple de Bouvet

Modelo del fondo marino alrededor del Punto triple de Bouvet.

El Punto triple de Bouvet es un punto triple donde se encuentran en contacto tres placas tectónicas  en el Océano Atlántico sur. Su nombre se deriva del de la Isla Bouvet, que se encuentra a 275 kilómetros hacia el Este. Las tres placas que se encuentran aquí son la Placa Sudamericana, la Placa Africana y la Placa Antártica.
El Punto triple de Bouvet es del tipo RRR, es decir, los bordes coincidentes son dorsales centro-oceánicas: la Dorsal mesoatlántica, la Dorsal del Índico Occidental y la Dorsal Antártico-Americana. La clasificación RRR proviene del término ridge (dorsal, en inglés), repetido tres veces por tratarse de tres dorsales.